# Lennart Söderlund
Lennart Johan Axel Söderlund, född 29 september 1918 i Engelbrekts församling i Stockholm, död 6 februari 2011 i Kungsholms församling i Stockholm, var en svensk företagsledare.
Lennart Söderlund var son till direktören Birger Söderlund och Maria Ekesiöö. Efter studentexamen 1938 gick han på Frans Schartaus Handelsinstitut, där han tog examen 1940. Han blev direktörsassistent hos Birger Söderlund AB i Stockholm 1942 och verkställande direktör där 1958.
Han gifte sig 1948 med sjuksköterskan Birgit von Essen (1922–2010) från Finland, dotter till kyrkoherde Wäinö von Essen och Lucy Björklund. De fick tre barn: Gunilla (född 1950), Ingegerd (född 1952) och Göran Söderlund (född 1955). Lennart Söderlund är gravsatt i minneslunden på Kungsholms kyrkogård i Stockholm.